# Słowaccy posłowie do Parlamentu Europejskiego 2009–2014
Słowaccy posłowie VII kadencji do Parlamentu Europejskiego zostali wybrani w wyborach przeprowadzonych 6 czerwca 2009.

## Lista posłów
Wybrani z listy Kierunek – Socjalna Demokracja
- Monika Flašíková-Beňová
- Vladimír Maňka
- Katarína Neveďalová
- Monika Smolková
- Boris Zala

Wybrani z listy SDKU – Partia Demokratyczna
- Eduard Kukan
- Peter Šťastný

Wybrani z listy Partii Węgierskiej Koalicji
- Edit Bauer
- Alajos Mészáros

Wybrani z listy Ruchu Chrześcijańsko-Demokratycznego
- Miroslav Mikolášik
- Anna Záborská

Wybrany z listy Partii Ludowej – HZDS
- Sergej Kozlík

Wybrany z listy Słowackiej Partii Narodowej
- Jaroslav Paška